# Egalitaryzm
Egalitaryzm (od fr. égalitairé – dążący do równości) –  pogląd społeczno-polityczny uznający za podstawę sprawiedliwego ustroju społecznego zasady całkowitej równości między ludźmi pod względem ekonomicznym, społecznym i politycznym (przeciwieństwo elitaryzmu).
Egalitaryzm występował już w dziełach przedstawicieli średniowiecza, Klaudiusza z Turynu i Valdèsa, następnie renesansu, m.in. Tomasza Morusa i Tommasa Campanelli, a w XVIII i XIX wieku u socjalistów: Jeana Mesliera, Gabriela Mably’ego, Gabriela Morelly’ego, François Babeufa, Charles'a Fouriera, Roberta Owena. Zwolennikami egalitaryzmu byli też twórcy komunistyczni: Karl Marx i Friedrich Engels.
Egalitaryzm występuje jako element wielu ideologii i systemów politycznych, często znacznie różniących się od siebie pod względem znaczenia i sposobu realizacji. W doktrynie liberalnej (Milton Friedman) równość jest rozumiana jako równość szans. W doktrynie komunistycznej miał polegać na równym, mierzonym według potrzeb podziale dóbr, urzeczywistnionym przez zniesienie panowania klasowego we wszystkich dziedzinach życia, po przebudowie ustroju i struktury społecznej na bazie wspólnej własności środków produkcji.